# Ruszcza (gmina)
Ruszcza – dawna gmina wiejska istniejąca w latach 1934–1954 w woj. krakowskim (dzisiejsze woj. małopolskie). Siedzibą władz gminy była do 1950 roku Ruszcza (obecnie dzielnica Krakowa), a następnie Kraków.
Gmina zbiorowa Ruszcza została utworzona 1 sierpnia 1934 roku w powiecie krakowskim w woj. krakowskim z dotychczasowych jednostkowych gmin wiejskich: Branice, Czulice, Dojazdów, Głęboka, Karniów, Kocmyrzów, Kościelniki, Krzysztoforzyce, Łuczanowice, Przylasek Rusiecki, Ruszcza, Sulechów, Wadów, Węgrzynowice, Wolica, Wróżenice i Wyciąże.
1 stycznia 1951 roku z gminy wyłączono gromady Ruszcza, Wadów i Branice i włączono je do Krakowa. W związku z tym siedziba gminy znalazła się w Krakowie.
Według stanu z dnia 1 lipca 1952 roku gmina Ruszcza składała się z 15 gromad: Czulice, Dojazdów, Głęboka, Karniów, Kocmyrzów, Kościelniki, Krzysztoforzyce, Łuczanowice, Przylasek Rusiecki, Przylasek Wyciązki, Sulechów, Węgrzynowice, Wolica, Wróżenice i Wyciąże.
Gmina została zniesiona 29 września 1954 roku wraz z reformą wprowadzającą gromady w miejsce gmin. Jednostki nie przywrócono 1 stycznia 1973 roku po reaktywowaniu gmin.